# Actio libera in causa
Actio libera in causa o actio libera in sua causa és una locució llatina emprada en el dret penal que pot traduir-se com a acte lliure en la seva causa. És utilitzada dins de la teoria del delicte al moment de l'anàlisi de culpabilitat. La imputabilitat exigeix l'anàlisi del fet en el moment en què aquest es va produir i no en les seves causes anteriors. Que estigui absent el comportament humà, en el moment decisiu de la lesió d'un bé jurídic, no significa que l'esmentada lesió no pugui imputar-se a un comportament humà anterior. Precisament, la doctrina de la actio libera in causa afirma, en definitiva, que és possible imputar una lesió a una conducta humana precedent.